# Helmut Noll
Helmut Noll (27 de junio de 1934-27 de noviembre de 2018) fue un deportista alemán que compitió en remo como timonel. Participó en los Juegos Olímpicos de Helsinki 1952, obteniendo una medalla de plata en la prueba de dos con timonel.

## Palmarés internacional
| Juegos Olímpicos | Juegos Olímpicos     | Juegos Olímpicos | Juegos Olímpicos |
| Año              | Lugar                | Medalla          | Prueba           |
| ---------------- | -------------------- | ---------------- | ---------------- |
| 1952             | Helsinki (Finlandia) | Medalla de plata | Dos con timonel  |